# Raphael de Almeida Magalhães

Posse de Raphael Hermeto de Almeida Magalhães, governador do Estado da Guanabara, em 1964

Raphael Hermeto de Almeida Magalhães (Belo Horizonte, 14 de dezembro de 1930 — Rio de Janeiro, 29 de janeiro de 2011) foi um advogado, executivo e político brasileiro.
Filho do jornalista e advogado Dario de Almeida Magalhães e de Elza Hermeto de Almeida Magalhães, formou-se em direito pela Pontifícia Universidade Católica do Rio de Janeiro em 1956, entrando imediatamente para a política, militando na ala liberal da União Democrática Nacional, pela influência do pai. Em 1961, casou-se com Mitzi Munhoz da Rocha, com quem teve uma filha única, Renata Maria de Almeida Magalhães.
Ao lado da paixão pela política, outra paixão o acompanhou por toda a vida: o futebol. Jogador de futebol de areia reconhecido em todo o Rio, foi campeão da praia pelo Ouro Preto, time de Copacabana, tendo sido comparado aos maiores jogadores brasileiros de seu tempo. Era  um devotado torcedor do Fluminense Football Club, clube do qual foi Diretor de Futebol.
A convite de Carlos Lacerda, amigo de seu pai, Raphael organizou, com Hélio Beltrão, as bases administrativas e de planejamento do primeiro governo do novo estado da Guanabara, do qual participou como influente assessor do governador. Em certa época, acumulou seis Secretarias de Estado naquele governo.
Com a renúncia de Lacerda, que se recusou a passar o governo ao adversário eleito, Negrão de Lima, e após a cassação do vice governador Elói Dutra pelo regime militar, Raphael foi indicado candidato pelo voto indireto para completar o mandato. Ele condicionou a candidatura à sua eleição pelos deputados por unanimidade. Foi eleito vice-governador em 25 de abril de 1964, com posse marcada para 8 de maio do mesmo ano.
Raphael se recusou a fazer parte do movimento de redemocratização da Frente Ampla, sob a liderança conjunta de Carlos Lacerda, Juscelino Kubitschek e João Goulart, por entender que aquele não passava de um ato quixotesco, sem consequências populares – como de fato aconteceu.
Foi um dos principais defensores do deputado Marcio Moreira Alves, ameaçado de cassação e prisão por causa de um discurso no Congresso contra os militares. Preso logo depois, por ocasião do AI-5, Raphael abandonou temporariamente a política. Assumiu então a Diretoria de Planejamento da Light, sob a presidência de Antonio Galotti, tendo entrado em conflito com seus donos canadenses por discordar da política de investimento da empresa. Foi presidente da Fenaseg, organizando o mercado segurador brasileiro, que considerava essencial para fomentar a poupança interna.
Em meados dos anos 1970, sob o Governo Ernesto Geisel, ele volta à política como um dos principais articuladores da candidatura indireta de oposição do General Euler Bentes, com a estratégia explícita de dividir os militares para enfraquecer o regime. O resultado dessa candidatura prestigiada foi a precipitação da anistia, da volta dos exilados, do habeas corpus para suspeitos políticos, da eleição direta de governadores em 1982. Tudo isso abriu caminho para a campanha das diretas e a eleição indireta de Tancredo Neves. Nessa altura, Raphael se tornara um parceiro determinado do senador Teotônio Vilela nas articulações da abertura e um dos políticos mais ligados à intimidade de Ulysses Guimarães.
Em 1986, a convite do presidente José Sarney, Raphael Magalhães assumiu o Ministério da Previdência e Assistência Social, no qual promoveu um vigoroso programa de informatização e de seguridade rural. Em razão de um conflito com dirigentes do PFL descontentes, Sarney o demitiu, levando-o de volta à vida privada.
Teve grande influência na elaboração da Constituição de 1988, em especial no capítulo da Seguridade Social, em razão de sua proximidade com Ulisses e a cúpula do PMDB. De volta ao Rio, ainda foi Secretário de Cultura do governo Moreira Franco.
Amigo de Fernando Henrique Cardoso desde os tempos da redemocratização, não quis voltar ao Ministério sob sua presidência, mas sugeriu a criação do Conselho de Desenvolvimento Econômico e Social, com os objetivos de promover o polo gás-químico de Duque de Caxias, o Teleporto, o Porto de Sepetiba e a candidatura às Olimpíadas de 2004. Para o Conselho, chamou Eliezer Batista e Mário Henrique Simonsen, daí nascendo uma profunda amizade com o primeiro. Ambos, Raphael e Eliezer, tentaram demover Fernando Henrique de privatizar a Companhia Vale do Rio Doce, mas não conseguiram. Ao morrer, era conselheiro de empresas do Grupo Eike Batista, filho de Eliezer.